# Bigballepresser
 Der er for få eller ingen kildehenvisninger i denne artikel, hvilket er et problem. Du kan hjælpe ved at angive troværdige kilder til de påstande, som fremføres i artiklen.

En bigballepresser er en ballepresser, der presser væsentligt større baller end de traditionelle ballepressere.
Bigballepresserens indvendige kammer, ballekammeret, måler gerne 130 cm i højden og 120 cm i bredden. Ballelængden kan indstilles fra ca. 1,2 meter til 2,75 meter. Alt efter komprimeringen (presningsgrad) kan en bigballe nemt veje 500 kg. Bigballer er beregnet til håndtering med maskiner, ligesom rundballer er det. 
En bigballepresser er opbygget som en anhænger til en traktor. Den drives af et kraftudtag fra traktoren, og en opsamler (pick-up) med metalpigge samler hø eller halm op fra marken i den bane hvor mejetæskeren har kørt tidligere, i modsætning til en småballepresser, der normalt opsamler banen ved siden af traktoren. Bigballepresseren er væsentligt mere effektiv end den lille presser og kan derfor samle tykkere baner op. Dette sparer en del runder på marken.
Ballerne skydes ud efterhånden som de presses, og ved en forjusteret længde bindes 5-7 bånd og ballen skubbes ud efterhånden som den næste balle presses. Herefter samles ballerne med en frontlæsser på en vogn, typisk to baller i bredden og to i højden. Antallet i længden varierer efter presselængde og ladlængde.